# Missia
Simonne Maximilienne Joséphine Champot dite Simone Missia ou Missia, née le 30 octobre 1896 à Nantes et morte le 23 novembre 1963 à Ivry-sur-Seine, est une chanteuse et une actrice française.

## Biographie
Morte à l'hôpital d'Ivry-sur-Seine à l'âge de 67 ans, Missia était divorcée depuis juillet 1945 de Gabriel Rasimi (1896-19..), fils de Madame Rasimi, directrice du Ba-Ta-Clan, et remariée depuis mai 1953 avec Maurice Faivre d'Arcier (1904-1980).

## Carrière au cinéma
- 1923 : La Gosseline de Louis Feuillade : Mistenflute
- 1932 : La Tête d'un homme de Julien Duvivier : la chanteuse des rues
- 1936 : L'Homme du jour de Julien Duvivier : la dame du monde à la réception
- 1938 : Trois Valses de Ludwig Berger : l'habilleuse
- 1938 : Derrière la façade d'Yves Mirande et Georges Lacombe : Joséphine Picking
- 1939 : Les Musiciens du ciel de Georges Lacombe
- 1940 : Untel père et fils de Julien Duvivier
- 1942 : La Femme que j'ai le plus aimée de Robert Vernay : la femme de ménage
- 1947 : Émile l'Africain de Robert Vernay : la chanteuse

## Carrière au théâtre
- 1913 : Le Minaret, comédie en 3 actes de Jacques Richepin, au théâtre de la Renaissance (19 mars) : Amina[5]
- 1916 : Ohé ! Rosalie !, revue en 2 actes de Blon D'hin et Alfred Moyne, aux Folies-Parisiennes (29 janvier), à l'Excelsior Concert (mars) et au Casino-Montparnasse (avril)
- 1917 : Quistiqui ?, revue en 2 actes de Blon D'hin et Alfred Moyne, aux Variétés-Parisiennes (17 février)
- 1918 : La Revue d'été, revue de Léo Lelièvre et Gontran Pailhès, aux Folies-Bergère de Rouen (16 avril)[6]
- 1919 : Ça Fiume !, revue en 2 actes et 20 tableaux de Roger Ferréol, à Ba-Ta-Clan (10 octobre) : Mistinguett
- 1919 : Ça vaut le voyage, revue en 2 actes de Roger Ferréol et Georges Arnould, au Grand Casino de Marseille (31 octobre)
- 1920 : Ça vaut de l'or, revue locale et féérique en 2 actes et 25 tableaux de Roger Ferréol, au Grand Casino de Marseille (7 février)
- 1920 : Mousmé, opérette japonaise en 3 actes de Michel Carré et Albert Acremant, musique de Marius Lambert, au théâtre Michel (10 juillet) : La Cigone[7],[8]
- 1920 : À chats perchés, revue en 2 actes et 8 tableaux de Paul Briquet et Charles-Alexis Carpentier, musique d'Évrard, au théâtre du Perchoir (décembre)[9]
- 1921 : On y va dis !, revue de Jean Marsac, musique d'accompagnement de Marcel Legay, au cabaret Le Coucou (26 août)
- 1921 : Bô-Kô-Mô-Fô-Li, revue en 2 actes de Fernand Rouvray et Charles-Alexis Carpentier, musique de Zimmermann, au théâtre du Perchoir (17 septembre)[10]
- 1921 : Y a du feu, revue en 1 acte de Maurice Rumac, au théâtre du Perchoir (16 novembre)
- 1921 : L'École des Chansonniers, pièce fantaisiste en 2 actes de Jean Bastia et Paul Gordeaux, au théâtre du Perchoir (28 décembre)[11]
- 1922 : Paris sans Gênes, revue de Robert Dieudonné et Charles-Alexis Carpentier, à la Boîte à Fursy (24 février)[12]
- 1922 : Oh ! Là ! Là !, revue de Clément Vautel et Max Eddy, à Ba-Ta-Clan (21 décembre)
- 1923 : Bonsoâr !, grande revue d'hiver de Roger Ferréol, José de Bérys et Georges Dolley, musique de Roger Guttinguer, à Ba-Ta-Clan (23 février)
- 1923 : Oh ! les belles filles !, grande revue en 2 actes et 45 tableaux d'Oscar Dufrenne et Henri Varna, au Palace (10 novembre)
- 1924 : Pourquoi pas ?, revue de Charles-Alexis Carpentier et Jean Marsac, musique de Paul Maye, au théâtre du Perchoir (octobre)
- 1925 : À bout portant, revue en 2 actes de Jean Marsac, Maurice Mauclay, Robert Dieudonné et Paul Colline, au théâtre du Perchoir (janvier)
- 1925 : Touchons du bois, revue de Jean Marsac et Gasma[13], sketches de Charles-Alexis Carpentier et Robert Dieudonné, au théâtre du Perchoir (25 mars)[14]
- 1925 : Paris en fleurs, revue en 2 actes de Saint-Granier et Albert Willemetz, au Casino de Paris (28 novembre)
- 1926 : Aristoph... âneries, revue de Max Eddy, Jacques Monteux et Claude Dhérelle, au théâtre des Deux Ânes (juin)
- 1927 : Çà, c'est Montmartre !, revue en 1 acte de Pierre Varenne et Mauricet, au Moulin de la Chanson (6 janvier)[15]
- 1928 : As-tu le bon titre ?, revue de Robert Dieudonné et Jean Marsac, au théâtre du Perchoir (janvier)
- 1928 : Minuit, païens !, revue de Paul Briquet et Paul Deyrmon, au Théâtre de Minuit (18 février)[16]
- 1928 : Caricaturons !, revue de René Dorin et Roger Ferréol, musique d'accompagnement au piano de Trémolo et Bell, spectacle inaugural du théâtre de la Caricature (10 octobre)
- 1930 : Cocktail 328, revue en 2 actes de Jean Le Seyeux et Paul Clérouc, au théâtre des Menus-Plaisirs (15 mars)
- 1931 : Paris en caricature, revue de René Buzelin et Victor Vallier, au théâtre de la Caricature (18 septembre)
- 1932 : À la Poulbot, revue en 10 scènes et 17 tableaux de Francisque Poulbot et Jean Marsac, mise en scène de Maurice Poggi, musique de Georges Matis, au théâtre des Deux Ânes (28 décembre)[17]
- 1934 : On tourne !, revue de Géo Charley et Henri Dumont, au cabaret Le Coucou (22 octobre)
- 1935 : Vous, c'est nous, revue en 1 acte et 10 tableaux de Jean Rieux et Georges Merry, au cabaret Le Coucou (janvier)
- 1935 : Avé, Marianne, revue en 2 actes et 12 tableaux d'André Gabriello et Max Blot, au cabaret Le Coucou (12 avril)[18]
- 1937 : Qui ? Pourquoi ? Comment ?, pièce policière en 3 actes de Joseph Jacquin et Pierre Palau, au théâtre Charles-de-Rochefort (13 février)
- 1937 : Trois valses, opérette viennoise en 3 actes et 11 tableaux, livret de Paul Knepler et Armin Robinson, adaptation française de Léopold Marchand et Albert Willemetz , musique de Johann Strauss père (1er acte), Johann Strauss fils (2e acte) et Oscar Straus (3e acte), mise en scène de Pierre Fresnay, au théâtre des Bouffes-Parisiens (21 avril) : Céleste / Mme Jules, l'habilleuse
- 1938 : Remontons les faubourgs, revue de Jean Marsac et Victor Vallier, au cabaret Le Coucou (juillet)
- 1938 : Vive la vie !, revue de Géo Charley, au cabaret Le Coucou (28 octobre).